# Martinus Bangelius
Martinus Bangelius, född 1666 i Gårdeby församling, Östergötlands län, död 16 januari 1730 i Gistads församling, Östergötlands län, var en svensk präst.

## Biografi
Martinus Bangelius föddes 1666 i Gårdeby församling och döptes 15 februari samma år. Han var son till snickaren Jonas Mårtensson på Banketorp. Bangelius studerade i Norrköping och Linköping. Han blev 14 juli 1688 student vid Uppsala universitet, 1695 vid Åbo akademi och åter vid Uppsala universitet 12 mars 1697. Bangelius prästvigdes 5 juni 1697 och blev legationspredikant i London vid den beskickning som 1698 återlämnade den Strumpebandsorden, som Karl XI burit. År 1699 blev han extra ordinarie hovpredikant och 1700 adjunkt i Gistads församling. Bangelius blev 6 november 1701 kyrkoherde i församlingen, tillträde 1702. Han avled 1730 i Gistads församling.

### Familj
Bangelius gifte sig 1699 med Brita Bellnerus (1670–1747). Hon var dotter till kyrkoherden Magnus Bellnerus och i Gistads församling. De fick tillsammans barnen Magnus Bangelius (1699–1700), extra ordinarie kanslisten Jonas Bangelius (1701–1733) vid Bergskollegium, kyrkoherden Magnus Bangelius i Styrestads församling, Gustaf Bangelius (1705–1705) och Birgitta Elisabeth Bangelius som var gift med kyrkoherden Simon Lundmark i Gistads församling och kyrkoherden Petrus Broms i Gistads församling.